# Lachemilla tripartita
Lachemilla tripartita là loài thực vật có hoa trong họ Hoa hồng. Loài này được (Ruiz & Pav.) Rydb. mô tả khoa học đầu tiên năm 1908.